# Этнонимы украинцев
Этнонимы украинцев — совокупность самоназваний (эндоэтнонимов) и использующихся другими народами (экзоэтнонимов) названий украинского народа на протяжении его существования.

## Эндоэтнонимы

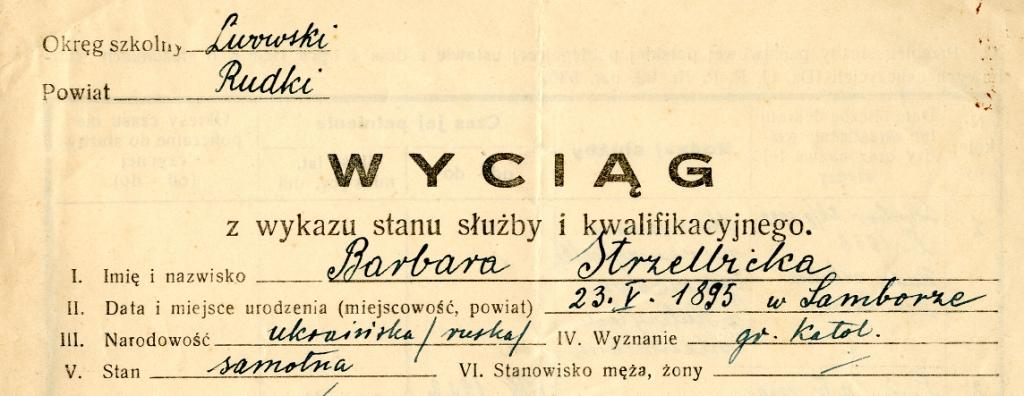
Карточка учительницы-грекокатолички уроженки города Самбор в школе Польской Республики 1918—1939 годов. В графе национальность (narodowość) указано «украинская» (ukraińska) и в скобках «руская», то есть «русинская» (ruska)

Первыми этнонимами восточнославянских племён, предков украинцев, были родовые имена полян, древлян, тиверцев, уличей и других.

### Русь, русины, россияне
Ранним общим этнонимом восточных славян было слово «русь», которое перешло на них от племени русь, основавшего Древнерусское государство  По одной из версий, русью в средние века называли выходцев из Скандинавии (современной Швеции). Происхождение этнонима «русь», по данной версии, возводится к древнегерманскому слову Róþsmenn или Róþskarlar — «гребцы, мореходы» и к слову «руотси/роотси» у финнов и эстонцев, означающее на их языках Швецию, и которое, как утверждают некоторые лингвисты, должно было превратиться именно в «русь» при заимствовании этого слова в славянские языки
Для обозначения единичного представителя народа использовалось слово русин, оно встречается впервые в договорах русских князей с греками в X веке. Изначально употреблялось только в форме единственного числа — русин (др.-рус. рѹсинъ), в то время как множественное число выражалось формами русь. Форма множественного числа русины возникла в XVI веке. Самый ранний пример употребления этнонима «русины» во множественном числе отмечен в 1501 году в уставной грамоте Белзского воеводства. Жителей Северо-Восточной Руси называли политонимом «московиты», но в то же время вплоть до конца XVI века признавали их общее родство с русинами. Так, учёный Матвей Меховский писал в «Трактате о двух Сарматиях», что жители Московии «Rutheni sunt et Ruthenicum loquuntur» (то есть являются русинами и говорят по-русски). Такой же подход встречается у Гваньини, Герберштейна и многих других писателей XVI века.
Как этноним употреблялся украинцами до середины XX века, продолжает употребляться как самоназвание и сегодня в Закарпатье, а также Словакии, Сербской Воеводине, Польше и Румынии.
Одновременно с наименованием русин было в ходу слово русак (сравните поляк, словак), однако сейчас это слово носит оттенок просторечия.
Начиная с 1580-х годов в среде галицкого православного мещанства и Львовского Успенского братства наметилась тенденция называть Русь в эллинизированной форме — Рос(с)ия, а её народ, соответственно, росиянами или народом росийским. Эта традиция, уже пустившая корни в южнославянском ареале и Московской Руси, распространилась из Галиции на Киевщину, однако в самой Галиции была впоследствии вытеснена под влиянием поляков.

### Малороссияне, малороссы
Одновременно в конце XVI века вошёл в широкий оборот конкретизирующий термин Малая Росия, который появился на свет ещё в XIV веке и сначала употреблялся для обозначения польской части Киевской митрополии. Православное духовенство Речи Посполитой начало использовать его в контекстах, требующих отличия от России Великой, находящейся под властью царя. Без этого, предпочтение отдавалось просто России и самоназванию россияне. Производным от Малой России эндо- и экзоэтнонимом украинцев был термин «малороссы» (малороссийцы, малороссияне, малороссийский народ; также нем. Kleinrussen, англ. Little Russians)
Этноним малоросс получил широкое распространение с начала XVIII века среди населения Левобережной Украины в составе Российской империи на почве его объединения с великороссами общим монархом и православной верой, без обозначения приоритетов такого объединения в этнической или исторической плоскости. К XIX веку оно трансформировалось в обозначение населения Малороссии, левого берега Днепра. Согласно официальной государствообразующей концепции Российской империи, малороссы представляли собой одну из трёх ветвей общерусского народа (наряду с великороссами и белорусами). В XX веке, с распадом Российской империи и образованием СССР, советской властью проводилась политика украинизации в рамках новой национальной политики коренизации. В связи с этим, понятие «малоросс» оказалось «вне закона», утратило легитимность и в широком употреблении повсеместно было заменено понятием украинец.

### Украинцы
Согласно основной версии этноним украинец этимологически связаны с древнерусским словом оукраина («пограничье», «окраинная земля»).
В ранний период своего функционирования (от середины XIV до середины XV века), деловой язык канцелярии великих князей литовских — западнорусский письменный язык — для обозначения пограничья использует слово «украина» . Сохранившиеся книги канцелярии великих князей литовских называют пограничные со Степью околицы «украинами», а местных жителей — «украинниками», или «людьми украинными». В то время понятие «Украина» могло распространяться и на юг Великого княжества Литовского в целом. В письме от 1500 года к крымскому хану Менгли-Герею великий князь литовский называет «нашими украинами» Киевскую, Волынскую и Подольскую земли, в привилее 1539 года на сооружение замка в Киевском Полесье (далеко от границ с «Диким Полем») мотивируется пользой таких замков «на Украине».
На территории Речи Посполитой это название закрепилось в качестве имени собственного за юго-восточными рубежами государства (см. Поднепровская Украина), граничащими на юге с кочевым миром (Диким Полем). Термин «украинец» первоначально обозначал только жителей Приднепровья, затем распространился на всю территорию современной Украины. В XVI—XVII веках слово «украинцы» (ukraińcy) в своём специфическом значении употребляли поляки — так обозначались польские шляхтичи и кнехты приграничных восточных земель. Первое письменное упоминание термина «украинцы» датировано 1596 годом в связи с восстанием Наливайко. Его употребляет гетман коронный Станислав Жолкевский как название польских кнехтов, которые устроили расправу над казаками и их семьями после Солоницкого боя. В 1657 году в письме к Ивану Выговскому с Волыни термин «украинцы» был впервые употреблён в качестве эндоэтнонима; такое словоупотребление утверждается в 1670-х гг., однако в начале XVIII века приобретает региональный характер, обозначая, как правило, население Левобережья (Гетманщины и Слободской Украины). Со второй половины XVII века и московские подданные изредка начинают употреблять слово «украинцы» в отношении малороссийского казачества (в частности, так поступал Юрий Крижанич).
Некоторые украинские лингвисты и историки (например, В. Г. Скляренко, Г. П. Пивторак, Ф. П. Шевченко выдвинули альтернативную версию происхождения названия народа. Эти авторы полагают, что название Украины изначально означало просто «страна» (аналогично край, укр. країна), а также «удел», «самостоятельное княжество», «земля, заселённая своим народом», и что при этом термины «україна» и «окраїна» всегда чётко различались по смыслу.
С конца XIX века автономистски настроенная малороссийская интеллигенция начинает использовать самоназвание «украинцы» как всеукраинский этноним. Так, например, Тарас Шевченко в середине XIX века слово «украинец» ещё ни разу не употреблял. Окончательно утверждается самоназвание «украинцы» в Поднепровской Украине после событий 1917—1920 годов, до тех пор доминирующим этнонимом и самоидентификацией является термин малороссы. В Галиции и Буковине эндоэтноним начинает распространяться с конца XIX века, во время подъёма украинского национально-культурного движения.

## Экзоэтнонимы

### Черкасы
Черкасы — экзоним запорожских казаков в Российском государстве до конца XVIII века. Единственное число — черкашенин. Для отличия от черкесов-адыгейцев запорожских казаков нередко называли малороссийскими черкасами.

### Белорусцы
В Русском государстве термином «Белая Русь» до середины XVII века называли все восточнославянские земли Речи Посполитой, а их жителей, соответственно, «белорусцами». К «белорусцам» во многих случаях причисляли и жителей городов нынешней Украины, а также запорожских казаков. Позже основным названием земель Гетманщины стал термин Малая Россия, а название Белая Русь сузилось до обозначения восточнославянских земель к северу от неё.

### Рутены
В древнеримских источниках упоминается кельтское племя рутенов (лат. ruteni), живших в современной южной Франции (около города Родез). Фонетическая близость лат. ruteni и др.-рус. русинъ позволила европейским средневековым книжникам называть жителей древнерусского государства уже известным термином. 

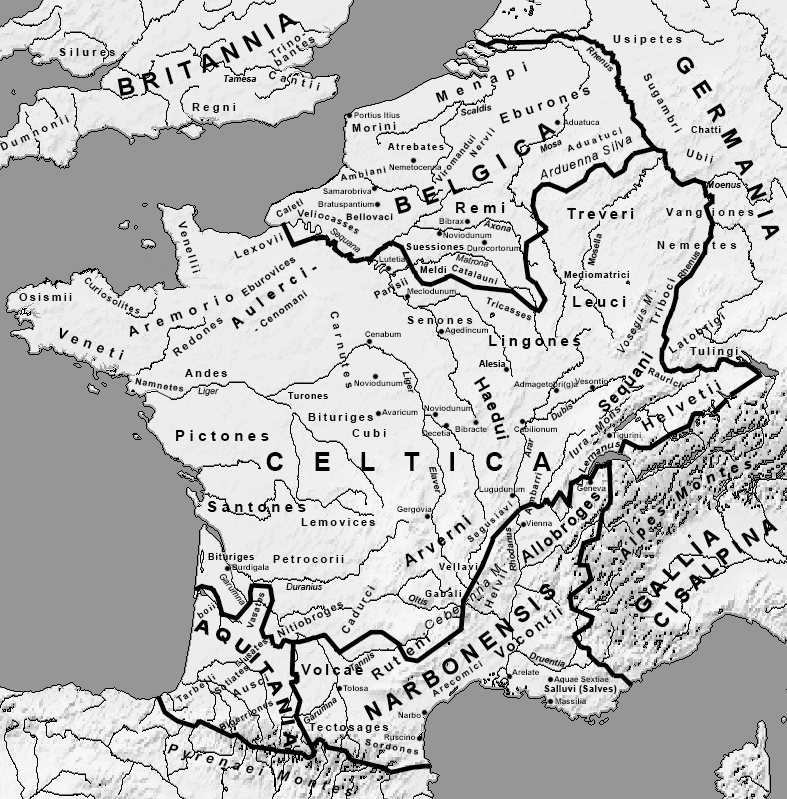
Карта Галлии и её племён

Употребление экзонима лат. rutheni (с украшающей h после t, изредка после r) и образованных от него названия Руси Рутения (лат. Ruthenia) и прилагательного лат. ruthenicus было прежде всего характерно для латинского языка, в других европейских языках продолжали употреблять старые названия с корнем rus(s)-. Однако этот латинизм проник в немецкий язык и словом нем. Ruthene; с XIX века так стали обозначать жителей Западной Украины в отличие от живущих в Российской империи восточных славян, которых продолжали называть нем. (die) Russen.

### Роксоланы
В рамках популярной в Польше в XVI и XVII веках этногенетической легенды сарматизма, обосновывающей особые права шляхты, ряд публицистов и историков отождествлял русскую шляхту с роксоланами — сарматским племенем. Отсюда пошла традиция называть Русь Роксоланией, а её народ роксоланским. Данная концепция, конкурирующая с наследием Киевской Руси как источником русскости, была модной среди поляков и пропольски настроенной части русской шляхты, по отношению к представителям которой в латиноязычных источниках нередко встречается термин Roxolanus. Эта концепция изначально имела противников в среде тех русин, которые сопротивлялись «латинским» и польским культурным веяниям, подчёркивала греческое и древнерусское наследие и, как правило, по сословным причинам не претендовала на шляхетские привилегии.

## Этнофолизмы

### Хохлы, хохлачи
Термин «хохлач» впервые встречается для обозначения православных жителей Речи Посполитой в 1630-х годах в сообщениях властей пограничных московских городов. В 1644 году встречается его более конкретное употребление по отношению к запорожским казакам. Значение «украинец, малоросс» для термина «хохол» записано в «Толковом словаре» Даля. «Словарь современного русского литературного языка», изданный в 1965 году, утверждает, что хохол — «название украинца, первоначально уничижительное, затем шутливое, фамильярное». Этнографами зафиксировано несколько легенд на Слобожанщине, в Харьковской губернии, Купянском районе, о сотворении «хохлов» и «москалей» апостолами Петром и Павлом.